# Velika Črešnjevica
Velika Črešnjevica – wieś w Chorwacji, w żupanii virowiticko-podrawskiej, w gminie Pitomača. W 2011 roku liczyła 515 mieszkańców.